# (5117) Mokotoyama
(5117) Mokotoyama ist ein Asteroid des Hauptgürtels. Er wurde am 8. April 1988 durch Kin Endate und K. Watanabe in Kitami  entdeckt.
Der Asteroid ist nach einem Berg im Osten der Insel Hokkaidō benannt.